# Bacterívoro
Los bacterívoros son organismos de vida libre, generalmente heterótrofos, exclusivamente microscópicos, que obtienen energía y nutrientes primaria o totalmente del consumo de bacterias. Muchas especies de amebas son bacterívoras, al igual que otros tipos de protozoos. Por lo general, todas las especies de bacterias serán presa, pero las esporas de algunas especies, como Clostridium perfringens, nunca serán presa, debido a sus atributos celulares.

## En microbiología
Los bacterívoros a veces pueden ser un problema en los estudios de microbiología. Por ejemplo, cuando los científicos buscan evaluar microorganismos en muestras del medio ambiente (como agua dulce), las muestras a menudo están contaminadas con bacterívoros, que pueden interferir con el crecimiento de bacterias para su estudio.
La adición de cicloheximida puede inhibir el crecimiento de bacterívoros sin afectar a algunas especies bacterianas, pero se demostró que inhibe el crecimiento de algunos procariotas anaerobios.

## Ejemplos
- Caenorhabditis elegans
- Ceriodaphnia quadrangula
- Diaphanosoma brachyura
- Vorticella
- Paramecio
- Muchas especies de protozoos